# Renato Cajá
Renato Cajá (født 15. september 1984) er en brasiliansk fodboldspiller.